# 수채화
수채화(水彩畵, watercolor painting)는 서양화에서 수채 물감을 안료로 쓴 그림이다. 물을 많이 쓰느냐의 여부로 투명 수채화와 불투명 수채화로 나눈다. 과슈와 아크릴 물감도 수채화 물감의 일종이다.

## 역사

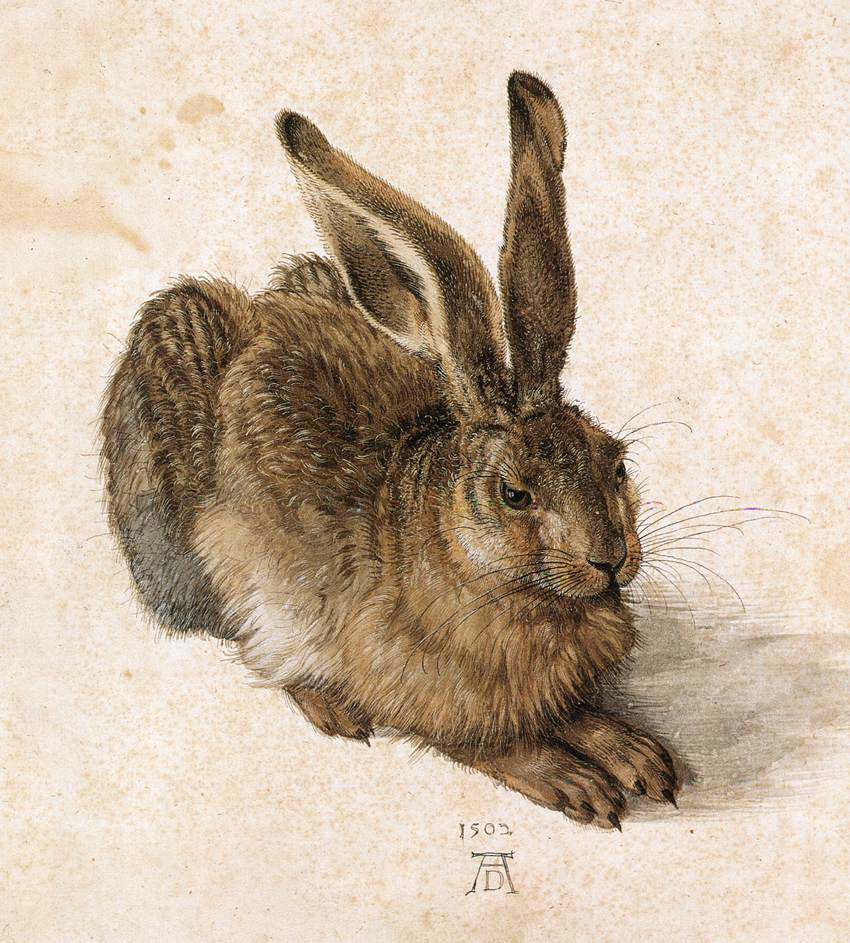
〈산토끼〉 알브레히트 뒤러(1502년)

수채화는 종이의 발명 이후 시작되었다. 수채화는 젖은 회벽에 그림을 그리는 프레스코화에서 유래되었다. 프레스코화에 쓰이는 템페라 물감은 물을 타서 쓰는 수채화 물감의 한 종류이다. 유럽에서는 르네상스 화가 라파엘로(1483년 - 1520년)가 테피스트리 그림을 그리기 위해 사전 작업에 수채화를 이용하였다. 15세기 독일에서는 알브레히트 뒤러(1471년-1528년)의 수채화 작품이 유명하다.

## 기법
- 번지기 기법 물을 많이 칠해 자연스럽게 번지는 효과 (wet in wet)
- 덧칠 기법 (wet in dry)
- 드라이 브러시 (dry brush: dry in dry)
- 습식 기법 (dry on wet)

## 같이 보기
- 유화